# Halpe homolea
Halpe homolea is een vlinder uit de familie van de dikkopjes (Hesperiidae). De wetenschappelijke naam van de soort is voor het eerst geldig gepubliceerd in 1868 door William Chapman Hewitson.